# Заозерський міський округ
Заозе́рський міськи́й о́круг (рос. Заозёрский городской округ) — міський округ у складі Мурманської області, Росія. Адміністративний центр — місто Заозерськ.